# Evangelische Heilig-Kreuz-Kirche (Augsburg)

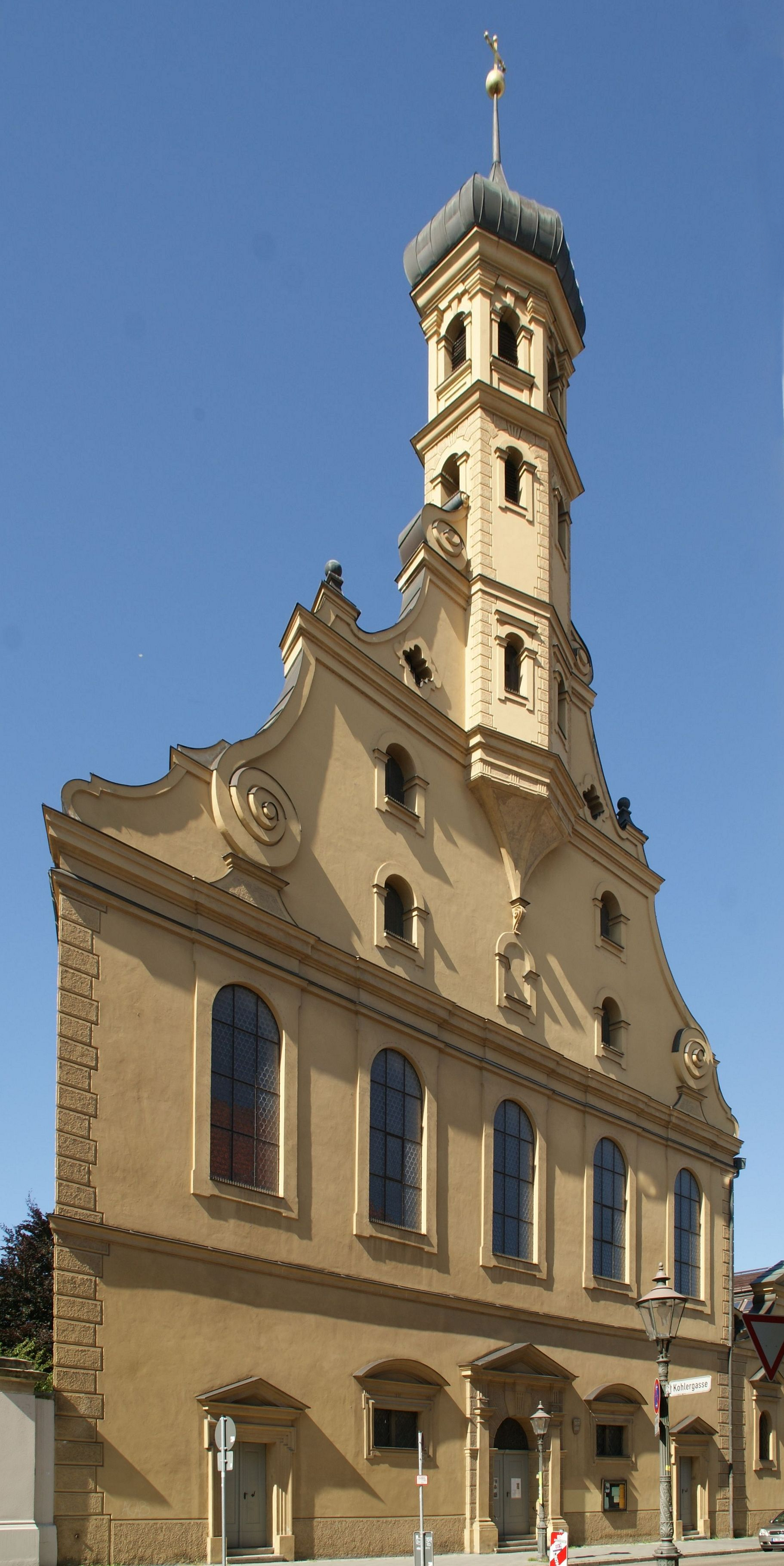
Ostfassade der Kirche

Die evangelisch-lutherische Heilig-Kreuz-Kirche in Augsburg entstand im 16. Jahrhundert aus der Erweiterung einer vormaligen Kapelle. Nach dem Abriss dieses Gotteshauses im Jahr 1630 wurde die Kirche von 1652 bis 1653 im Stil einer evangelischen Predigtkirche des Frühbarocks neu errichtet und in den folgenden acht Jahrzehnten mit zahlreichen barocken Gemälden bedeutender Maler ausgestattet. Es handelt sich um den ersten protestantischen Kirchenbau der Stadt. Als Baudenkmal ist sie in die Bayerische Denkmalliste eingetragen.

## Geschichte

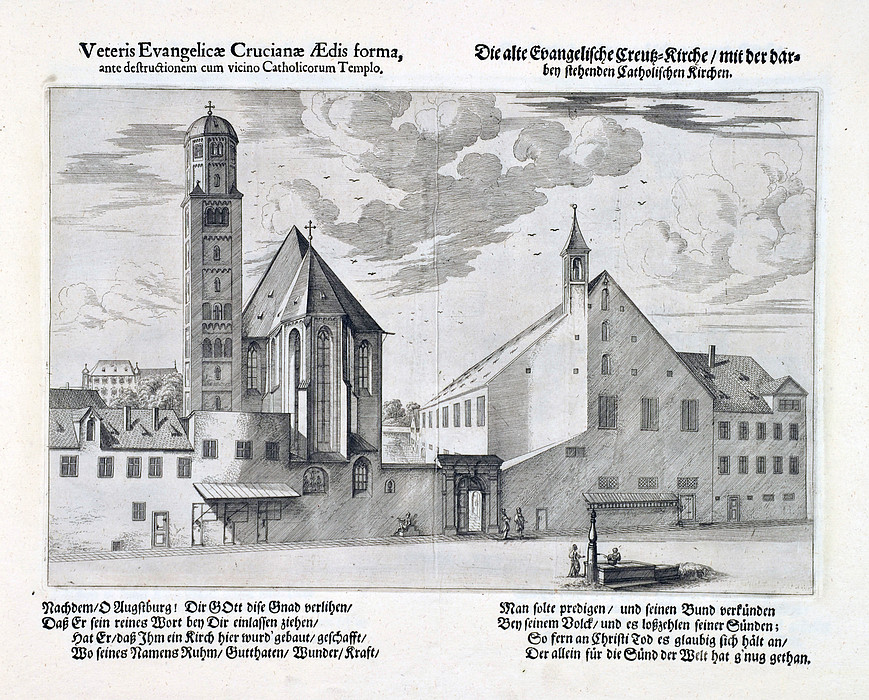
Alte, 1630 abgerissene Heilig-Kreuz-Kirche (rechts)

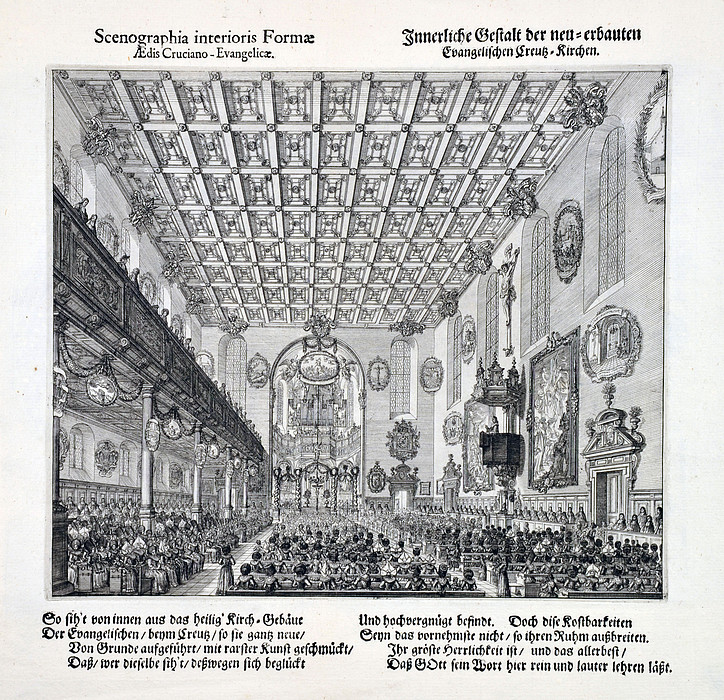
Innenraum der neuen Kirche auf einer Radierung von 1703

Innenansicht 2021

1210 ließen die Augustiner-Chorherren auf dem Gelände des Klosters Heilig Kreuz im Nordwesten der Augsburger Altstadt eine Kapelle unter dem Patrozinium der heiligen Katharina von Alexandrien errichten. Später diente sie der Bevölkerung als Leutekirche (Gemeindekirche), um die Stiftskirche vorrangig den Chorherren vorzubehalten. Nach einer Renovierung und teilweise Neuerrichtung der verfallenen Kapelle Mitte des 15. Jahrhunderts wurde das Patrozinium auf den heiligen Ottmar übertragen. Auf seiner Romreise besuchte 1511 Martin Luther das Kloster Heilig-Kreuz.
In der Reformationszeit teilte der Rat der Stadt 1525 die Ottmarskapelle der neu entstandenen evangelischen Gemeinde als Predigthaus zu. Dort fanden regelmäßig protestantische Sonntagsgottesdienste statt. 1561 verzichteten die Augustiner-Chorherren auf ihre früheren Rechte, woraufhin die Protestanten die Kapelle erweitern ließen. Dabei erfolgte auch die Umbenennung in Heilig-Kreuz-Kirche. Mit dem Restitutionsedikt wurden die Protestanten wieder aus ihrer Kirche vertrieben und Evangelisch-Heilig-Kreuz 1630 abgebrochen. Bis 1653 besaß die Gemeinde keine eigene Kirche mehr. Mit dem Westfälischen Frieden von 1648 erhielten die Protestanten das Gelände zurück, auf dem sich ihre Kirche befunden hatte. Da Augsburg den Status einer paritätischen Reichsstadt erhalten hatte, konnte die evangelische Kirche nun als Doppelkirche neben der katholischen Heilig-Kreuz-Kirche neu errichtet werden.
Um einen Neubau finanzieren zu können, begab sich 1650 der damalige Pfarrer Thomas Hopfer mit zwei Begleitern auf eine einjährige Kollektenreise zu den wichtigsten evangelischen Fürsten Mitteleuropas, die ihn auch an den dänischen Königshof und zur schwedischen Königin Christina führte, die sich am großzügigsten zeigten. Die große Spendenbereitschaft der Fürsten, einzelner Städte und Gemeinden, aber auch einiger Privatpersonen führte dazu, dass 1652 ein Betrag von 46.407 Gulden für den Bau zur Verfügung stand. Nach der Grundsteinlegung am 4. Mai 1652 errichtete der Kistler Johann Jakob Krauss 1652/53 den barocken Kirchenbau mit seiner auffälligen zweigeschossigen Fassade sowie drei Portalen im Stil einer typischen evangelischen Predigtkirche. Die Weihe erfolgte am 24. Oktober 1653. Es handelt sich dabei um den ersten protestantischen Kirchenbau in Augsburg, der im Laufe der nächsten Jahrzehnte mit zahlreichen Werken namhafter Künstler ausgeschmückt wurde. Trotz seiner Verdienste um die Finanzierung des Neubaus wurde Pfarrer Hopfer 1661 nach Auseinandersetzungen mit dem Rat der Stadt gegen den Willen der Pfarrgemeinde entlassen und auch nicht in der Kirche beerdigt.
Große Probleme bereitete von Anfang an das mit Kupfer gedeckte Dach, das offensichtlich von Handwerkern errichtet worden war, die dieser Aufgabe nicht gewachsen waren. Bereits 1654 musste es zum Preis von 600 Gulden repariert werden. Ein Jahr später verschlangen Instandsetzungen 300 Gulden. Weitere rund 1.000 Gulden mussten 1668 für eine Renovierung des Daches aufgewendet werden. Nachdem bis 1682 insgesamt rund 3.000 Gulden für Dachreparaturen ausgegeben waren, ohne dass es zu einem zufriedenstellenden Ergebnis gekommen wäre, wurde auf Beschluss der Pfarrgemeinde das gesamte Dach abgetragen und durch ein neues, dauerhafteres ersetzt.
Kriegerische Auseinandersetzungen mit Frankreich führten dazu, dass die Kirche im Jahr 1800 als Lager für Heu, Stroh und Pulver zweckentfremdet wurde. Sowohl 1800 als auch nach der Schlacht bei Ulm 1805 diente die Kirche als Gefangenenlager für mehr als 1.200 österreichische Kriegsgefangene, die die französische Armee dort untergebracht hatte. Eine 2015 enthüllte Gedenktafel am Aufgang zu den Emporen an der Südwand erinnert daran. Nach der Reparatur der angerichteten Schäden konnte 1807 wieder Gottesdienst gehalten werden. Im Jahr 1809 wurde die Kirche kurzzeitig als Vorratslager missbraucht. 1814 wurde Evangelisch-Heilig-Kreuz Filialkirche von St. Anna und 1841 wieder selbständige Pfarrei.
Die Luftangriffe auf Augsburg 1944 überstand die Kirche unbeschadet; die daneben liegende katholische Heiligkreuz-Kirche hingegen wurde zerstört. Von 1979 bis 1981 fand eine grundlegende Renovierung der Kirche statt, die erste nach mehr als drei Jahrhunderten. 2003 feierte die Gemeinde das Kirchweihjubiläum 350 Jahre Evang.-Luth. Heilig-Kreuz-Kirche. Sie wird seitdem als Europäische Friedenskirche bezeichnet. Im März 2021 wurde die Kirche vom Bayerischen Landesamt für Denkmalpflege als „Baudenkmal von nationaler Bedeutung“ eingestuft.

## Baubeschreibung

Südwand mit Empore

Die Saalkirche hat den Grundriss eines rechtwinkligen Trapezes. Die eigenwillige Form war bedingt durch Platzprobleme und die Weigerung der Augustiner-Chorherren zusätzlichen Baugrund für die neue Kirche abzugeben. Im Inneren konnte aber durch den Einbau zweier durch schlanke toskanische Säulen gestützter Emporen der Eindruck eines fast quadratischen Raums erzeugt werden. Der Bau besitzt im Osten eine zweigeschossige Fassade mit dreigeschossigem Volutengiebel, der durch vier kleinere Rundbogenfenster gegliedert ist. Er ist bekrönt mit einem dominierenden Giebelreiter in Gestalt eines sechseckigen Türmchens mit Zwiebelhelm. Der Eingangsbereich verfügt über drei mit Dreiecksgiebeln geschmückte Portale. Zwischen den Portalen sind zwei querrechteckige Fenster mit Segmentbogengiebeln angebracht. Das Obergeschoss der Fassade enthält fünf schmale, hohe Rundbogenfenster. In die Südwand des Kirchenschiffs sind im Untergeschoss sieben querrechteckige Fenster, im Obergeschoss sieben hohe Rundbogenfenster eingelassen. An der Nordwand gibt es grundrissbedingt nur vier Rundbogenfenster im Obergeschoss, an der Westwand rechts und links je ein Rundbogenfenster. An das Langhaus mit seiner frei hängenden bemalten Holzkassettendecke schließt sich im Westen ein stark eingezogener Chor mit Fünfachtelschluss an. Er wird von einem Tonnengewölbe mit Stichkappen überdeckt. An den Chor ist südlich das „Gottesäckerle“, an die Nordwand des Langhauses ist die Sakristei angebaut. Das Satteldach des Langhauses und die Dächer der Anbauten sind mit Kupfer gedeckt.

## Ausstattung
Die Ausstattung der Kirche ist weitgehend barock und wird vor allem durch die große Zahl qualitätvoller Gemälde geprägt.

### Chor

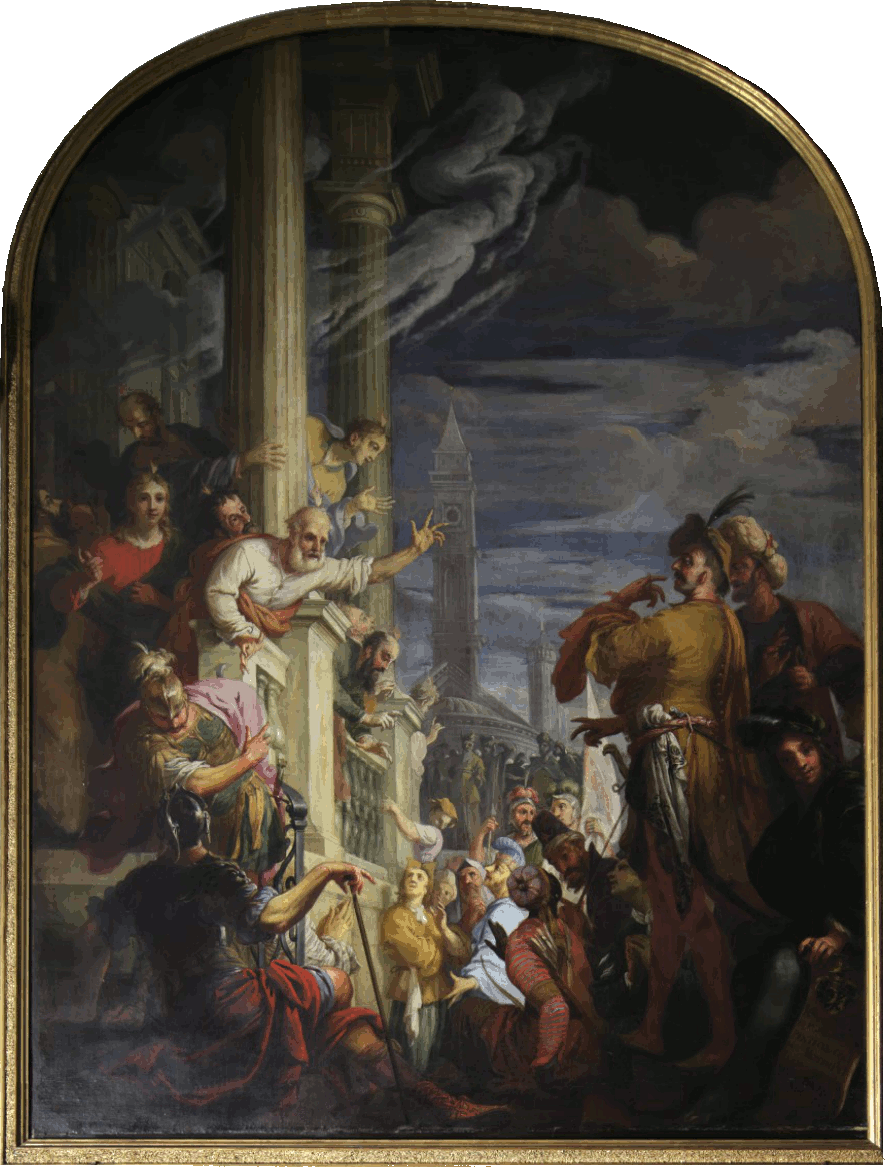
Pfingstpredigt des Petrus von Johann Spillenberger

Der Chor ist durch die geschwungene Empore, auf der die Orgel steht, zweigeteilt. Auf Orgelhöhe flankieren zwei Fenster ein Blendfenster in der Mitte der Westseite. Im Zentrum des unteren Bereiches steht die Altarmensa (1767), gefertigt von Ignatz Verhelst im Stil des Rokokos nach einem Entwurf, der Johannes Esaias Nilson zugeschrieben wird. Auf ihr steht ein Altarkreuz mit einem Korpus aus Silber (um 1680). Sie wird flankiert von zwei schlanken, glatten Säulen mit korinthischen Kapitellen, die die Empore stützen. Hinter der Mensa befindet sich eine schwarze marmorierte Gedenktafel, auf der ein lateinischer Text in Goldschrift die Umstände wiedergibt, unter denen die Kirche neu erbaut wurde.
Zwanzig Jahre nach dem Bau der Kirche ermöglichten Stiftungen von Gemeindemitgliedern und der jeweiligen Maler die Anschaffung von vier großformatigen Gemälden für die Seitenwände des Chorraums. Die Taufe Christi (1674) ganz links stammt von Johann Heiß. Das Bild daneben zeigt die Auferstehung Christi (1673), gemalt von Johann Ulrich Mayr. Rechts neben der Gedenktafel ist die Pfingstpredigt des Petrus (Apg 2,14-36 ) (1674) von Johann Spillenberger angebracht. Darauf folgt Das Abendmahl (1674) von Joseph Werner.
Drei Gemälde mit je einem musizierenden Putto an der Decke des Altarraums stammen von Johannes Rottenhammer. Er hatte sie um 1611 für die Orgel der abgerissenen Vorgängerkirche geschaffen. Ein Putto spielt Violine, ein anderer eine Laute, der dritte schlägt ein Tamburin.
Die Deckenfresken über der Orgel schuf nicht, wie lange angenommen, Johann Georg Bergmüller, sondern sein Schüler Johann Georg Wolcker um 1730. Als Hauptfresko sind Die drei göttlichen Tugenden allegorisch dargestellt. Die vier kleinen Fresken, die das Hauptfresko umgeben, beziehen sich aber nicht auf dieses, sondern auf die vier Gemälde im unteren Altarbereich. Als allegorische Erläuterungen zu den Leinwandbildern thematisieren sie Taufe, Kreuzigung, Pfingstfest und Abendmahl. Die Stuckaturen im Chorgewölbe stammen vom Wessobrunner Franz Xaver Feichtmayr.

### Kirchenschiff

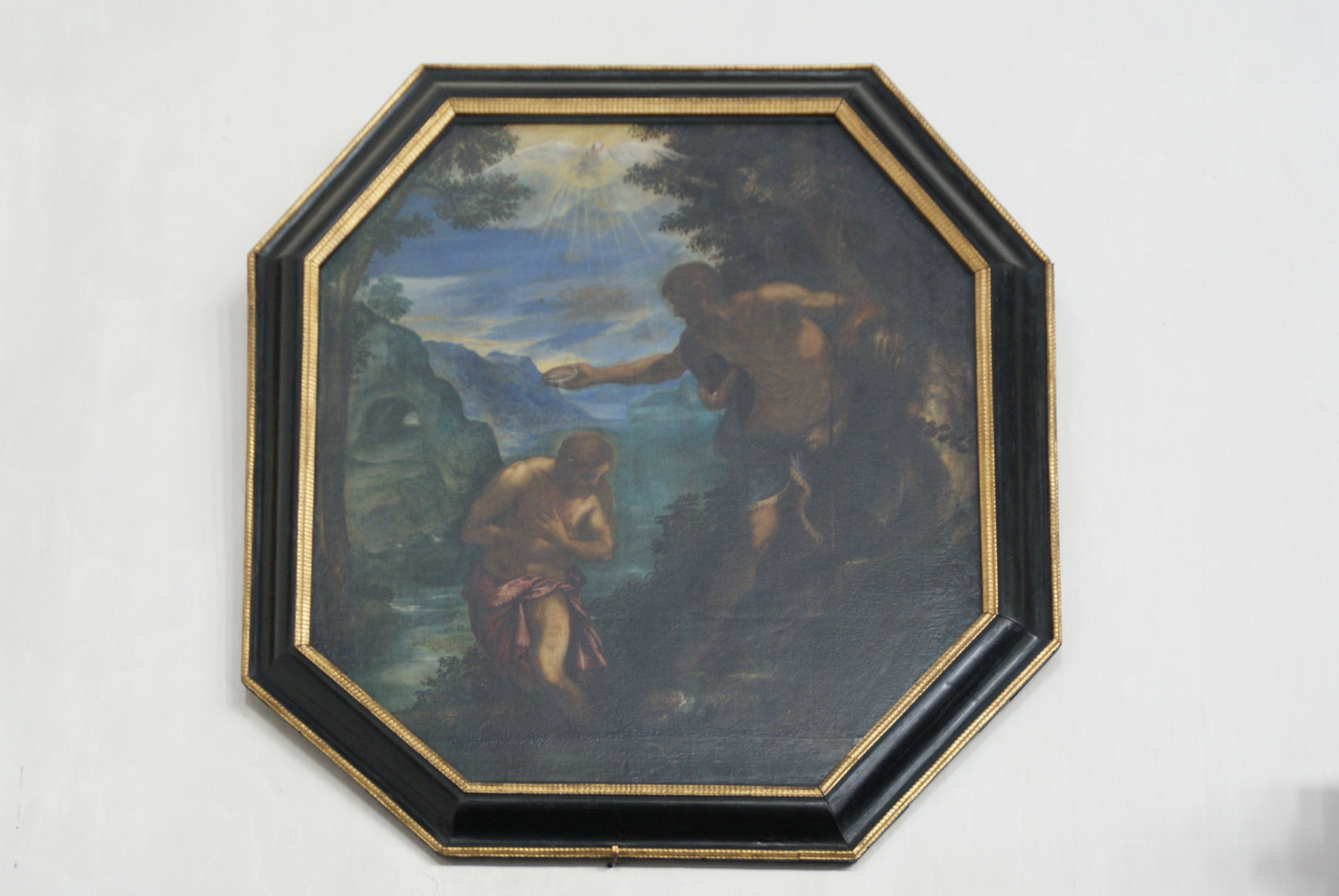
Die Taufe Jesu aus der Werkstatt von Tintoretto

Die Kassettenfelder der Flachdecke sind mit dekorativer Ornamentik bemalt, deren Gestaltung sich in verkleinerter Version an den Unterseiten der Emporen wiederholt. In Altarnähe hängt ein Kronleuchter aus Messing an der Decke, der in der Mitte des 17. Jahrhunderts geschaffen wurde. Das Gestühl stammt überwiegend aus der Erbauungszeit der Kirche, wurde von Ulrich Haldenwanger gefertigt und bot anfangs Platz für 950 Frauen und 710 Männer.

#### Kunstwerke an der Nordwand

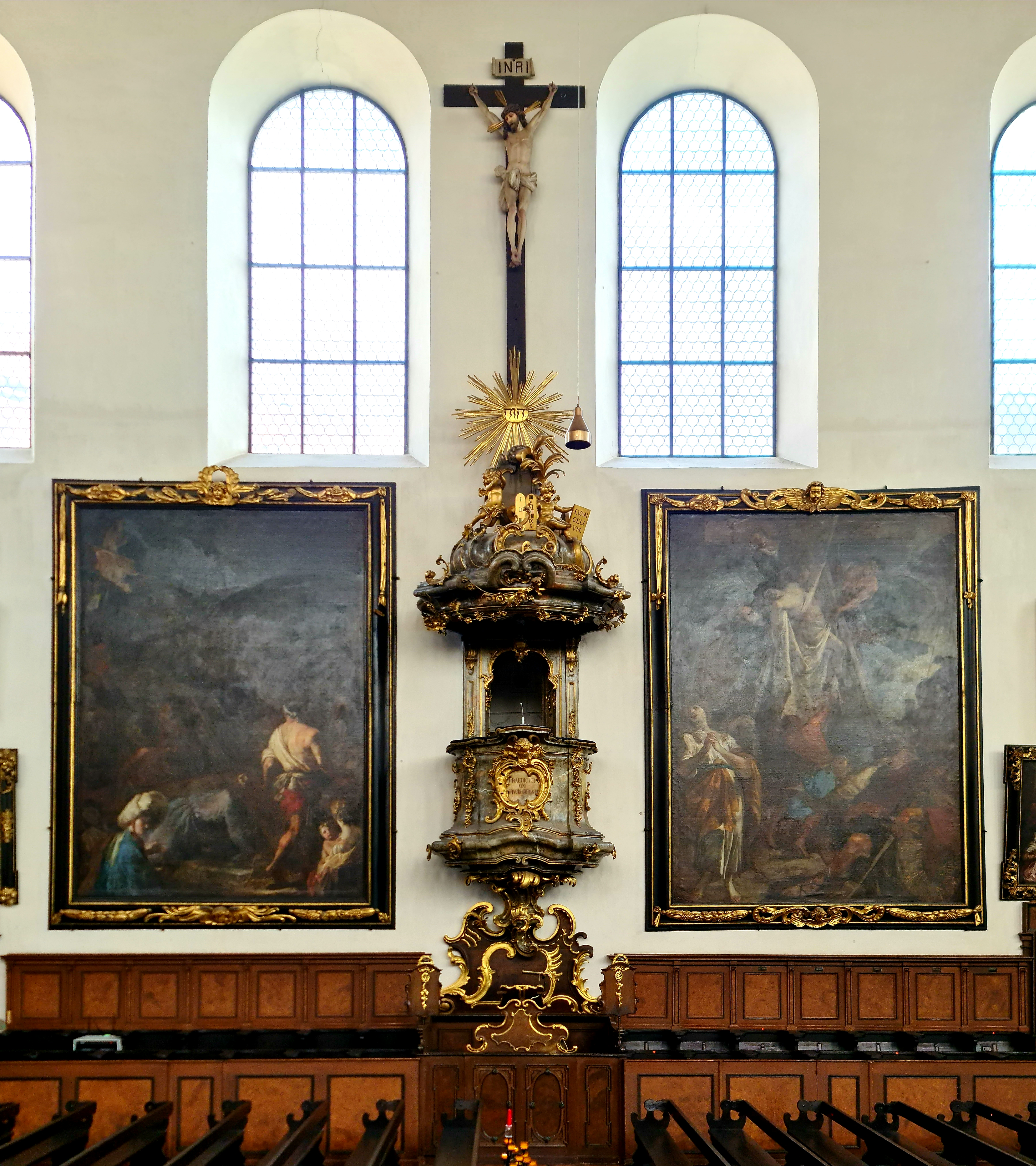
Passionsgruppe mit Kanzel

In der Mitte der Nordwand ist die Kanzel angebracht. Ignatz Verhelst fertigte sie 1762 im Stil des Rokokos nach Entwürfen von Johannes Esaias Nilson. Auf dem Schalldeckel hält ein Putto die Zehn-Gebote-Tafeln und ein Buch mit der Aufschrift EVANGELIVM. Ein zweiter Putto betet den hebräisch geschriebenen und von einem Strahlenkranz umgebenen Namen Gottes über ihm an. Unterhalb des Schalldeckels ist eine Taube im Strahlenkranz als Symbol des Heiligen Geistes. Über der Kanzel ist ein großes Kruzifix (um 1660) an der Wand befestigt. Die Kanzel wird flankiert von großformatigen Gemälden, der Kreuztragung Christi (links) und der Abnahme Christi vom Kreuz (rechts), die Johann Heinrich Schönfeld 1665 geschaffen hat. Zusammen mit dem gekreuzigten Christus über der Kanzel bilden sie eine barocke Passionsgruppe. Für die Kreuztragung Christi hatte Schönfeld 800 Gulden bekommen, die Abnahme Christi vom Kreuz gab er der Heilig-Kreuz-Kirche als Stiftung.
Links von der Passionsgruppe hängen vier Bilder. Das achteckige Gemälde Die Taufe Jesu ganz im Westen der Nordwand entstand um 1570/80 in der Werkstatt von Jacopo Tintoretto. Die Überstellung des Bildes in eine evangelische Kirche hatte zur Folge, dass die Heiligenscheine von Jesus und Johannes dem Täufer entfernt wurden. Rechts daneben hängt das Bild eines unbekannten Malers aus der Zeit um 1660, das Christus am Ölberg zeigt. Unter dem Gemälde von Tintoretto befindet sich Jakobs Traum (um 1690) von Johann Christoph Beyschlag, rechts daneben die Hochzeit zu Kana (um 1700) von Ernst Philipp Thomann von Hagelstein.
Rechts der Kanzelgruppe sind ebenfalls vier Gemälde angebracht. Über der Tür zur Großen Sakristei hängt das Werk Christus stellt den Jüngern ein Kind vor (1712) von Ernst Philipp Thomann von Hagelstein. Das Bild daneben ist von einem unbekannten Meister und trägt den Titel Die Juden nach dem Durchgang durch das Rote Meer (um 1620). Über dem ersten Bild ist ein Ölgemälde mit der Gefangennahme Christi (Mitte 17. Jahrhundert) zu sehen, ebenfalls von einem unbekannten Meister. Weiter rechts und ein Stück höher hängt das 1. Bild einer Reihe von Predigerbildnissen, die aus 20 Porträts von Pfarrern und Diakonen der Heilig-Kreuz-Kirche von der Mitte des 17. bis zum Beginn des 19. Jahrhunderts besteht, die zum Teil von bedeutenden Künstlern stammen. Bei der Hälfte der Porträts ist der Maler unbekannt.

#### Kunstwerke an der Ost- und Südwand

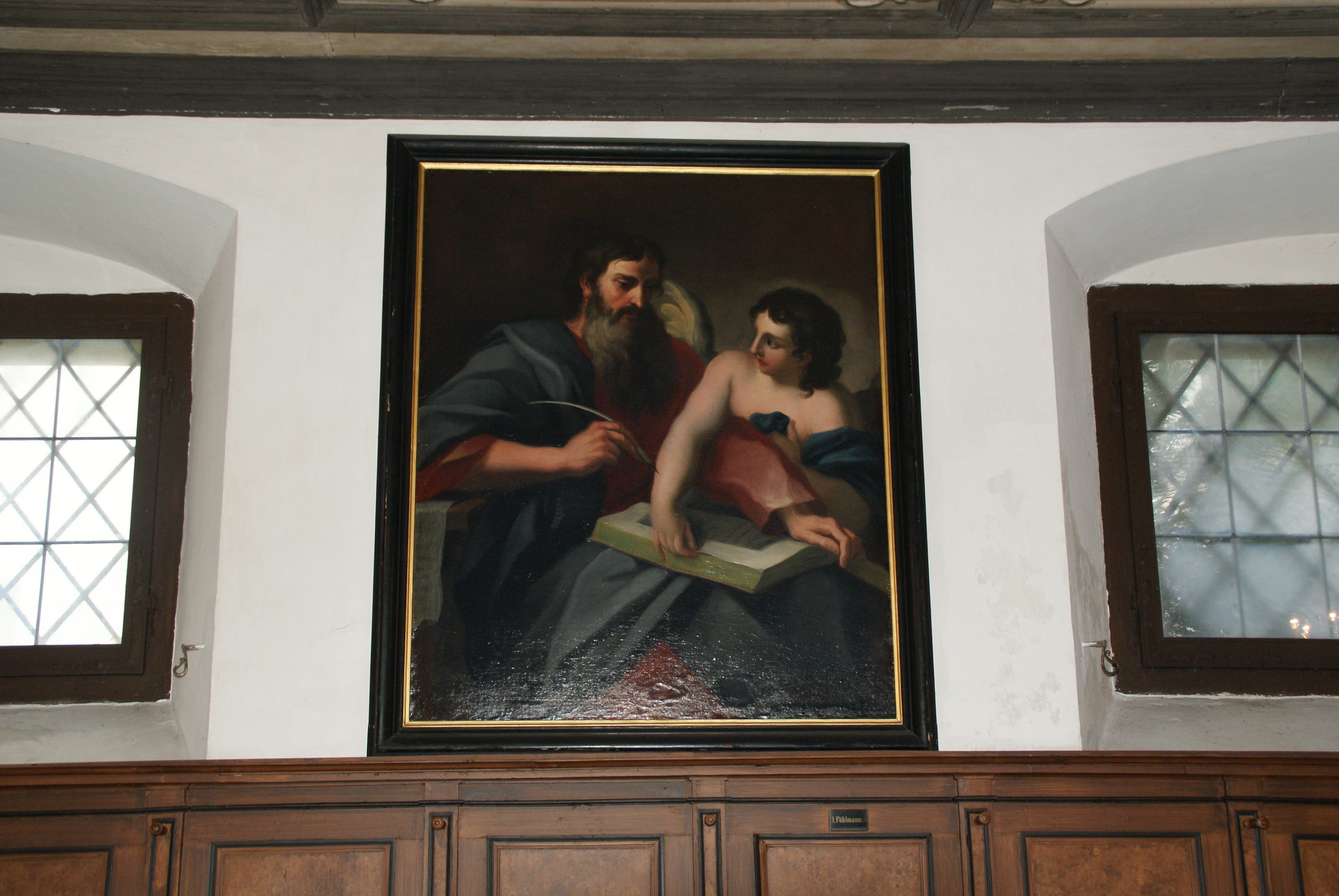
Evangelist Matthäus mit geflügeltem Menschen

An der Ostwand hängen 10 Predigerbildnisse, 5 unterhalb und 5 oberhalb der Empore. Im unteren Bereich befindet sich das Bild von Pfarrer Thomas Hopfer, der die Kollektenreise unternommen hatte. Franz Joseph Degle malte 1774 Pfarrer Georg Daniel Beißer. Von Gabriel Spitzel stammt das Gemälde des Diakons Hieronymus Daniel Schleißner und Pfarrer Johann Urlsperger wurde von Johann Jacob Haid porträtiert. Von den Malern der Predigerbilder im oberen Bereich ist nur einer bekannt: Johann Christoph Beyschlag schuf das Bild von Pfarrer Hieronymus Ostertag.
An der Südwand befindet sich 1 Porträt am Aufgang zur Empore, 5 weitere folgen oberhalb zwischen den Rundbogenfenstern. Den Abschluss im Westen bildet eine gemalte Bauchronik der Kirche von 1697 mit Knotenwerkrahmung. In der Mitte hängt das Gemälde Der Gekreuzigte (1750) von Johann Andreas Romul, genannt Rumpelt.
Die sieben Bilder aus den Jahren 1670/80 unterhalb der Empore werden Johann Ulrich Mayr zugeschrieben. Der Kirchenpfleger Johann Christoph Haffner stiftete sie 1727. Es sind Darstellungen einzelner Personen. Von Ost nach West sind dies Johannes der Täufer, Schmerzensmann, Schmerzhafte Maria und die vier Evangelisten Matthäus, Markus, Lukas und Johannes mit ihren Attributen.
Am Emporenaufgang wurde 2015 eine Gedenktafel angebracht, die an die Zeit erinnert, als die Kirche Gefangenenlager war.

#### Kunstwerke an der Westwand

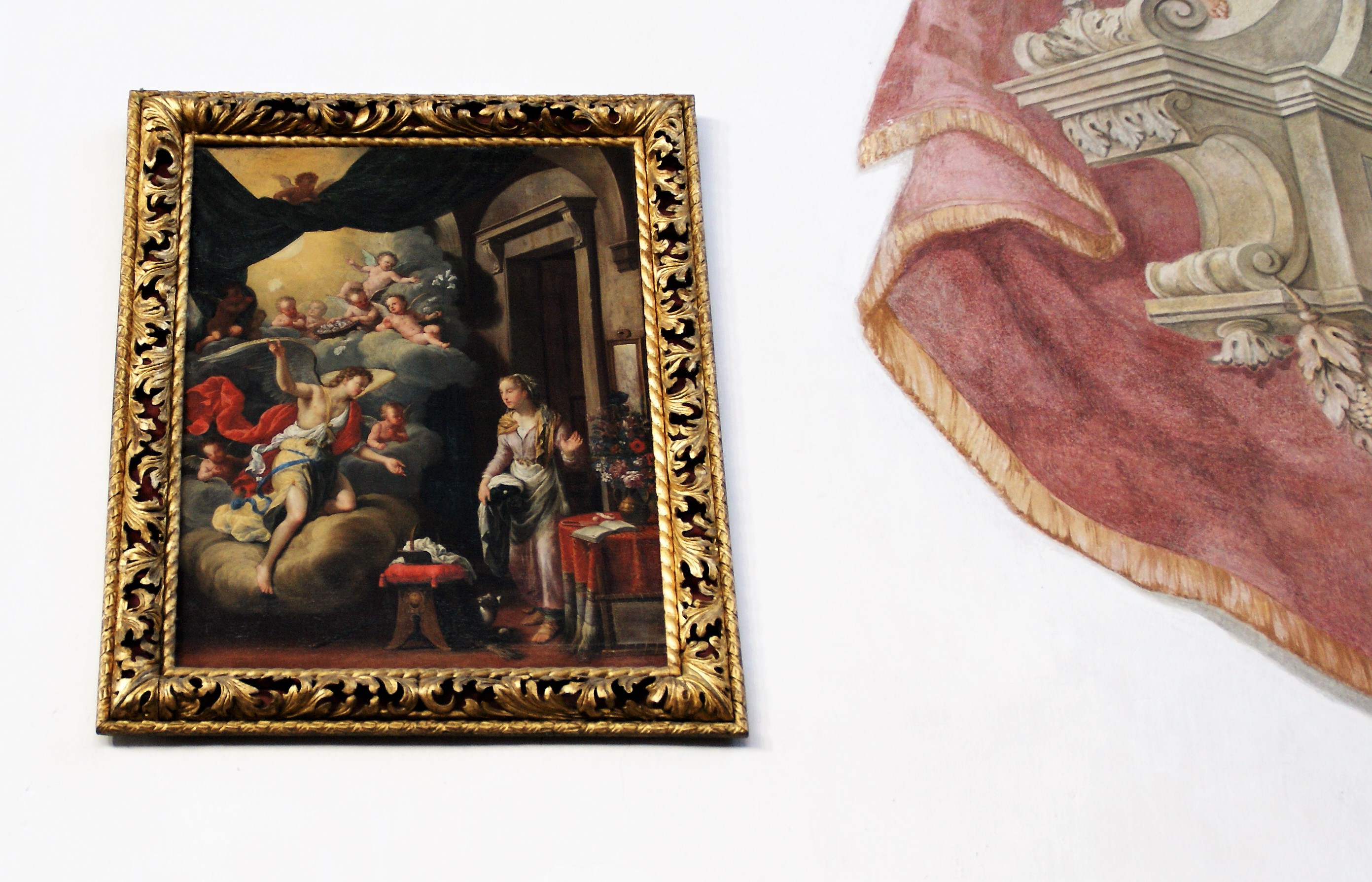
Verkündigung von Johann Heiß

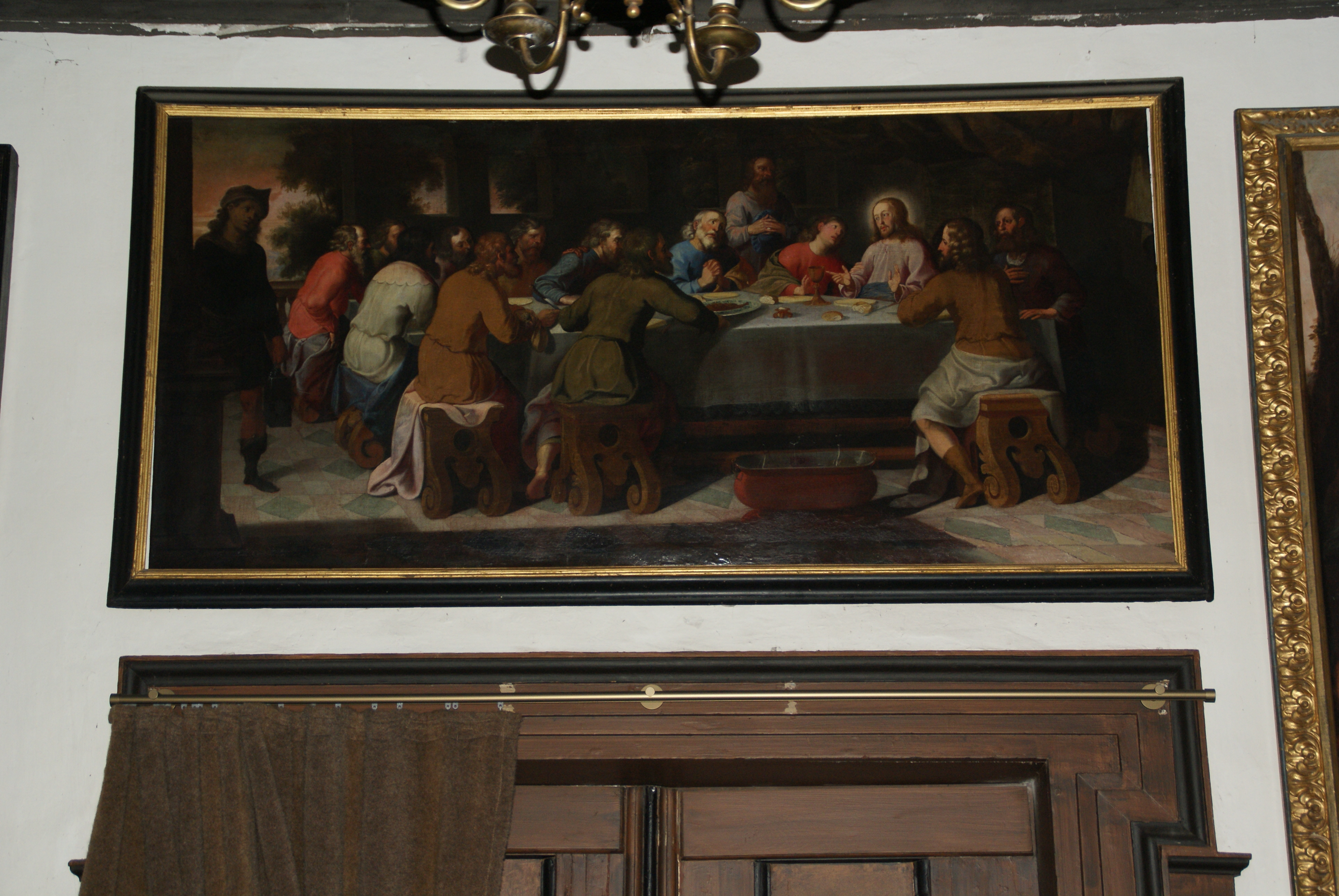
Das letzte Abendmahl (um 1670)

Auf der linken Seite der Westwand ist oberhalb der Empore 1 Predigerbildnis zu sehen. Es stellt Pfarrer Johann Jakob Brucker dar, den Verfasser der „urkundenmäßigen Geschichte der evangelischen Pfarrkirche zum heiligen Creuze“. Im unteren Bereich hängen drei Gemälde: Gottvater mit der Weltkugel (um 1730) von Johann Georg Bergmüller, Das letzte Abendmahl (um 1670) von einem unbekannten Meister und von Johann Heinrich Schönfeld die Seepredigt Christi (um 1660). Möglicherweise war das Bild von Bergmüller Teil eines größeren Altarbildes.
Rechts des Chores ist Schönfelds Gemälde Speisung der Fünftausend (um 1661/62) platziert, darüber von Johann Heiß die Verkündigung (um 1690). Neben Schönfelds Bild hängt ein Gemälde von einem unbekannten Meister, bei dem auf schwarzem Untergrund Bibelverse in weißer Schrift wiedergegeben sind, gerahmt von Knotenwerk (Ende 17. Jahrhundert). Aufgeschrieben sind – leicht gekürzt – drei Verse aus dem ersten Buch der Könige: 8,28–30 . Das letzte Meisterwerk rechts außen ist die Anbetung der Hirten (um 1570) von Friedrich Sustris.
Für die Vorgängerkirche wurde 1612 eine Wanduhr angeschafft. Beim Abriss der Kirche wurde sie dem Kloster Heilig Kreuz übergeben, von dem die neu erbaute Kirche sie 1653 zurückbekam. Sie wurde unter dem rechten Fenster der Westwand eingebaut und 1730 von Johann Georg Wolcker mit einem Fresko umgeben, das den barocken Vanitas-Gedanken illustriert: Links der Uhr steht ein Engel mit Taufgarnitur für den Start ins Leben, rechts Chronos, der Gott der Zeit mit Stundenglas und Sense, für Vergänglichkeit und Tod. Oben präsentieren Putten ein Dreieck mit dem Auge Gottes, unten steht die Entstehungszeit des Freskos in römischen Ziffern: MDCCXXX ANNO DOMINI. Ebenso wie die Deckenfresken im Chorgewölbe wurde es lange Zeit Johann Georg Bergmüller zugeschrieben; archivalische Funde belegen aber, dass es ein Werk von Wolcker ist. Franz Xaver Gegenreiner schuf 1792 ein neues Uhrwerk, das hinter dem alten Ziffernblatt in die Wand eingebaut wurde. Ende des 19. Jahrhunderts wurde das Fresko übertüncht, aber 1980 wieder freigelegt. Im Jahr 2015 wurde das Uhrwerk vom Friedberger Uhrmacher Dieter Sanders generalüberholt.

#### Emporenbilder
Die Kirche ist mit zwei Emporen ausgestattet, einer Süd- und einer Ostempore. Ihre Brüstungen wurden mit Szenen aus dem Alten und Neuen Testament in Grisailletechnik von Matthäus Strasser bemalt. Die Entwürfe zu den querrechteckigen Bildern werden Matthäus Gundelach zugeschrieben. Im Sinne einer Typologie ist chronologisch einzelnen Hauptereignissen aus dem Leben Jesu je eine Szene aus dem Alten Testament als Präfiguration beigegeben. Die 18 Gemälde bilden folglich 9 Paare. Die Reihenfolge beginnt im Westen der Südempore und endet im Norden der Ostempore:
Geburt Jesu – Erschaffung Adams, Taufe Jesu – Sintflut, Die kanaanäische Frau gibt sich gegenüber Jesus kämpferisch (Mt 15,21-28 ) – Jakob ringt mit Gott, Jesus stillt den Sturm (Mk 4,35-41 ) – Durchzug durch das Rote Meer, Abendmahl Jesu – Passahmahl, Kreuzigung Jesu – Opferung Isaaks, Auferstehung Jesu – Errettung des Jona aus dem Walfischbauch, Himmelfahrt Jesu – Himmelfahrt des Elias, Jüngstes Gericht – Untergang von Sodom.

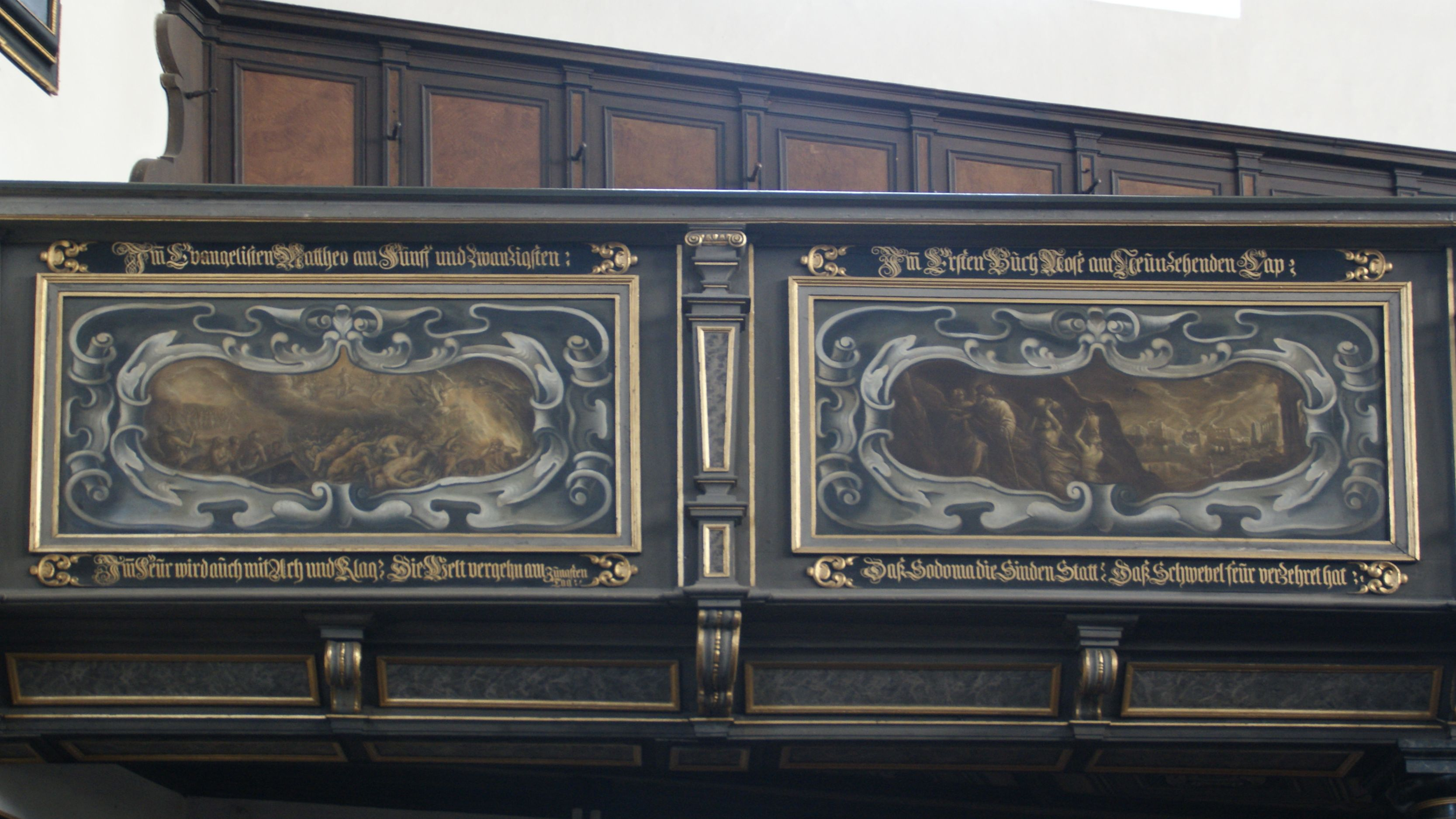
Jüngstes Gericht – Untergang von Sodom
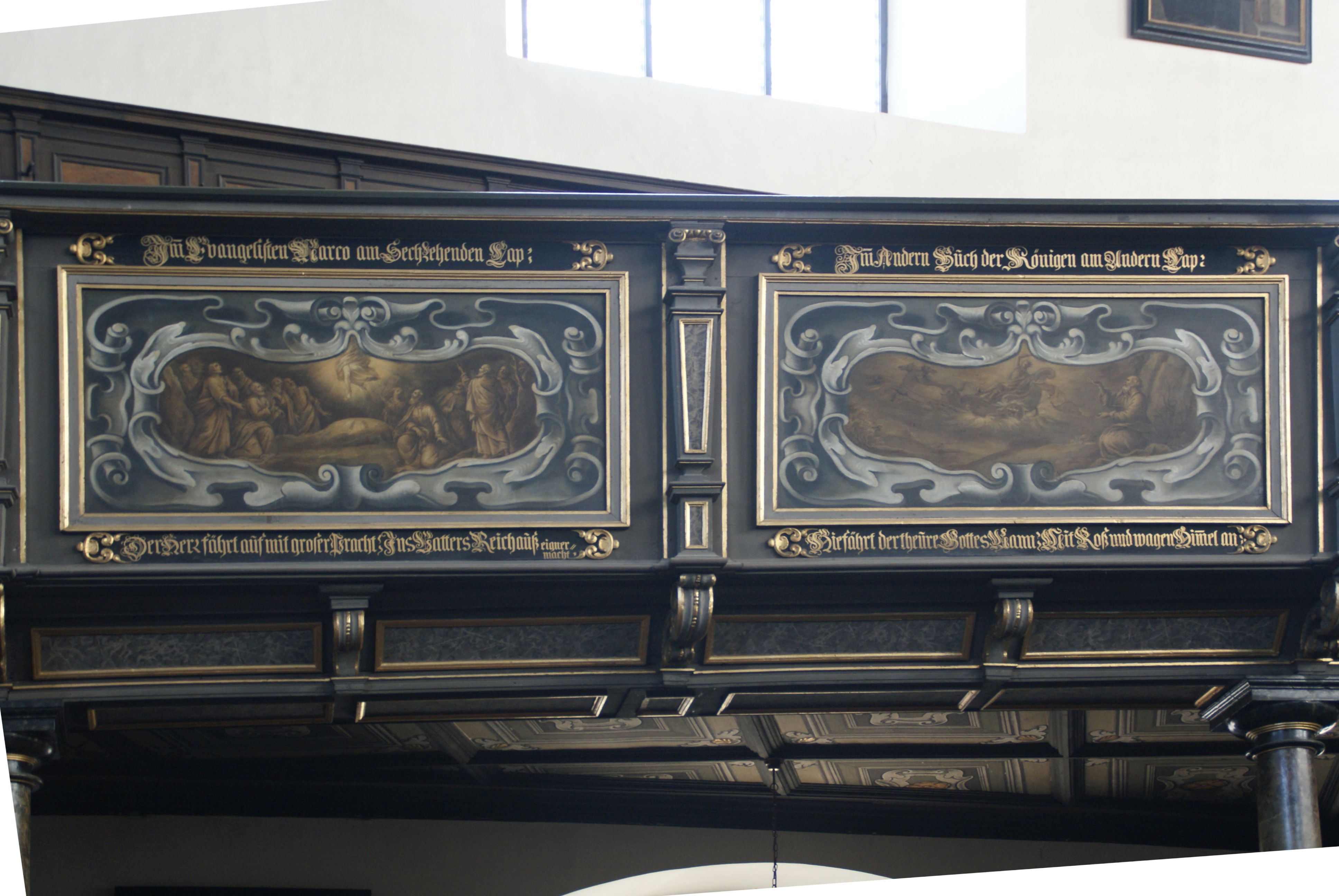
Himmelfahrt Jesu – Himmelfahrt des Elias
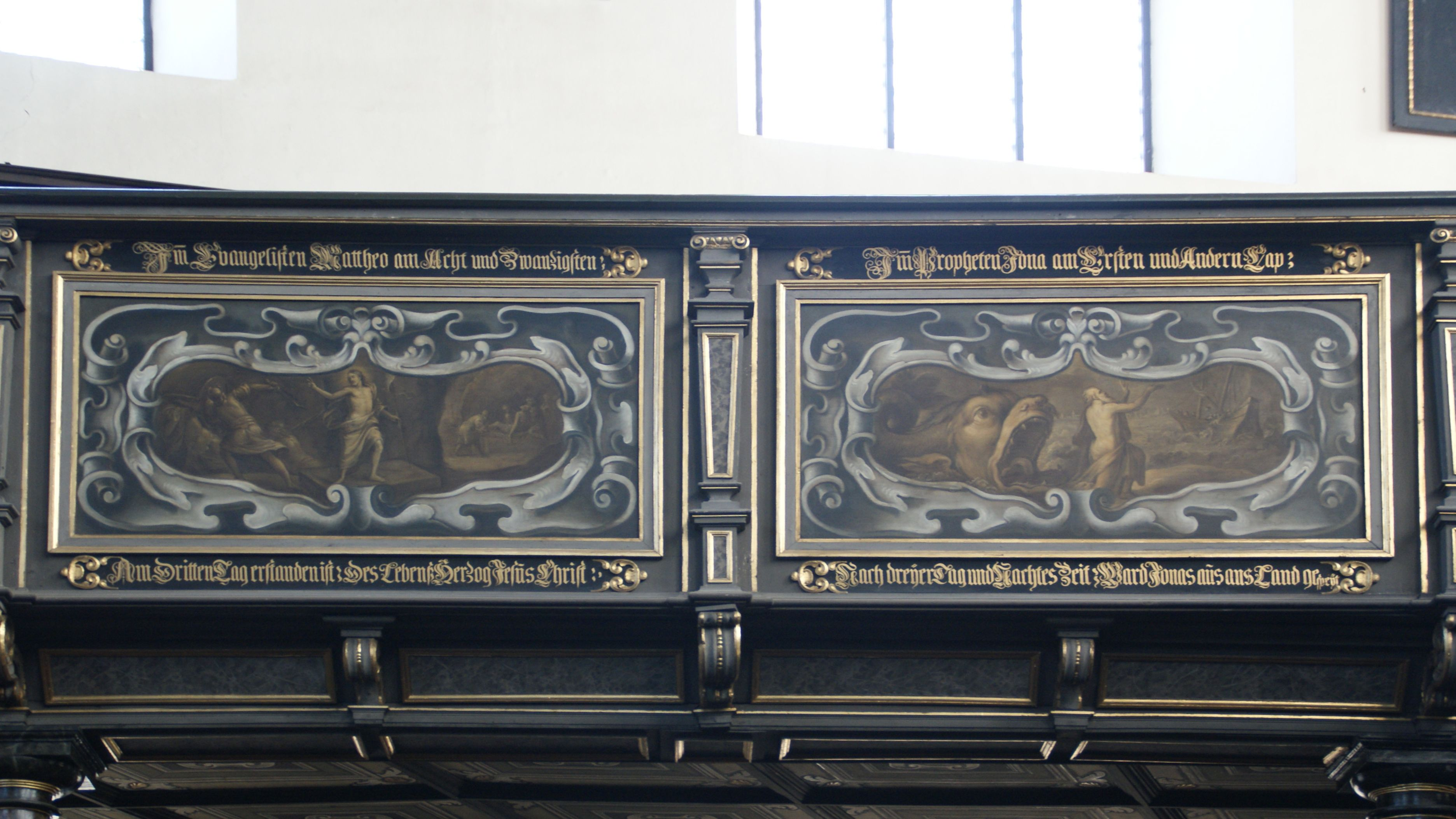
Auferstehung Jesu – Errettung des Jona aus dem Walfischbauch

Jede Szene ist von einer gemalten Kartusche umrahmt, die von einem rechteckigen Rahmen umgeben ist. Oberhalb des Rahmens wird das zugehörige Kapitel aus der Bibel genannt, unterhalb interpretiert ein gereimter Vers die Szene. Beispielsweise lautet der Reim bei der Himmelfahrt des Elias: Hie fährt der theure Gottes Mann / Mit Roß und wagen Himmel an. Der Merkvers zur Himmelfahrt Jesu fasst das Geschehen so zusammen: Der Herr fährt auf mit groser Pracht / Ins Vatters Reich auß eigner macht. In der Reihenfolge der Bilder ist das Motiv aus dem Alten Testament jeweils zuerst platziert. Die um 1654 entstandenen Emporenbilder wurden der Kirche von mehreren Personen gestiftet. Pfarrer Thomas Hopfer benutzte sie als Grundlage für seine Predigten.

### Kleine und Große Sakristei

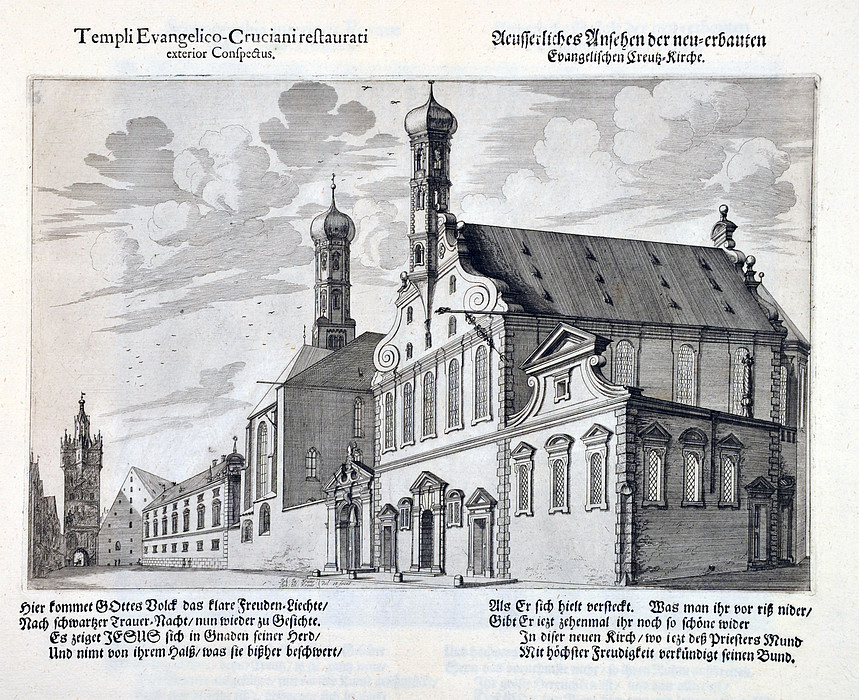
Sakristei von Heilig Kreuz rechts vorne auf einer Radierung von 1703

In die eingeschossige, nach Osten ausgerichtete Fassade der Sakristei sind drei Fenster eingelassen, die beiden äußeren mit Dreiecks-, das mittlere mit Segmentbogengiebel geschmückt. Über ihnen ist ein geschweifter Giebel mit einem Dreiecksgiebel an der Spitze. Die gleiche Fensterreihe bestimmt das Aussehen der nördlichen Sakristeiwand, gefolgt vom äußeren Eingang in die Sakristei ganz im Westen. Durch ihn gelangt man zunächst in die Kleine Sakristei, in der sich auch der Aufgang zur Kanzel befindet, und von dort in die im Osten gelegene Große Sakristei. Unter den Sakristeiräumen befindet sich eine Gruft für verstorbene Pfarrer von Evangelisch Heilig Kreuz. Das erste Begräbnis fand hier 1689 statt.
In der Kleinen Sakristei hängt ein Bild mit der Fußsalbung Jesu (um 1660), einer Begebenheit, die nach Lukas (Lk 7,36-50 ) im Haus des Simon von Bethanien stattfand. Zur weiteren Ausstattung gehören die Verklärung Christi und Christus am Kreuz mit Maria und Johannes (beide Bilder um 1670). Alle drei Ölgemälde stammen von unbekannten Malern.
Wie der Raum einer Gemäldegalerie sieht die Große Sakristei aus. Die ältesten Kunstwerke kommen aus dem Umkreis von Lucas Cranach dem Älteren und stellen Verkündigung, Anbetung der Hirten und Anbetung der Könige (alle 1515) dar. Sie wurden der Kirche 1669 gestiftet und 1843 an der Ostwand auf einem Altar zu einem Triptychon zusammengestellt. Links des Altares hängt das Gemälde Christus am Kreuz (um 1700) von einem unbekannten Maler. Es wird flankiert von Martin Luther und Philipp Melanchthon, zwei Gemälden von hoher Qualität aus dem späten 16. Jahrhundert, die aus einer Werkstatt in der Nachfolge Lucas Cranachs des Jüngeren stammen. Die beiden Bilder rechts des Altars sind von breiten, goldenen Akanthusrahmen umgeben: Von Ernst Philipp Thomann von Hagelstein stammt das Bild Jesus stellt seinen Jüngern ein Kind vor (um 1700), aus dem Umkreis von Johannes Rottenhammer ist Jesus der Kinderfreund (Anfang 17. Jahrhundert).
Das großformatige Triptychon an der Westwand der Sakristei wird Johann König zugeschrieben. Die drei Motive sind
Erschaffung Evas, Abendmahl Jesu und Taufe Christi (um 1620). An der Nordwand ist ein prachtvoll ausgestattetes schwarzes Holzepitaph mit gedrehten Säulen und einem gesprengten Giebel erwähnenswert. Es ist umrahmt von goldenen Ornamenten mit einer Wappenkartusche. Herzstück des Epitaphs ist das Ölgemälde Auferweckung des Lazarus (1684) aus dem Umkreis von Johann Heinrich Schönfeld.

### Gottesäckerle
Das an den Chor angebaute „Gottesäckerle“ hat drei Portale; über dem mittleren ist ein gesprengter Giebel angebracht. Wie der von „Gottesacker“ abgeleitete Name schon andeutet, befinden sich hier sehenswerte Grabdenkmäler. Unter ihnen sind ein Marmorepitaph von 1757 für den Kaufmann Christoph Miller, ein Holzepitaph für den Diakon Johann Georg Stierlin von 1676, ein Wappengrabstein für Jacob Fuhrmann von 1718 sowie ein Wappenmedaillon aus Rotmarmor aus dem 16. Jahrhundert. In diesem Raum hängen auch 2 der 20 Predigerbildnisse und das Gemälde Jakob ringt mit dem Engel aus der Zeit um 1700. Ein Relief aus dem späten 17. Jahrhundert zeigt die Kreuztragung Christi.

## Orgel

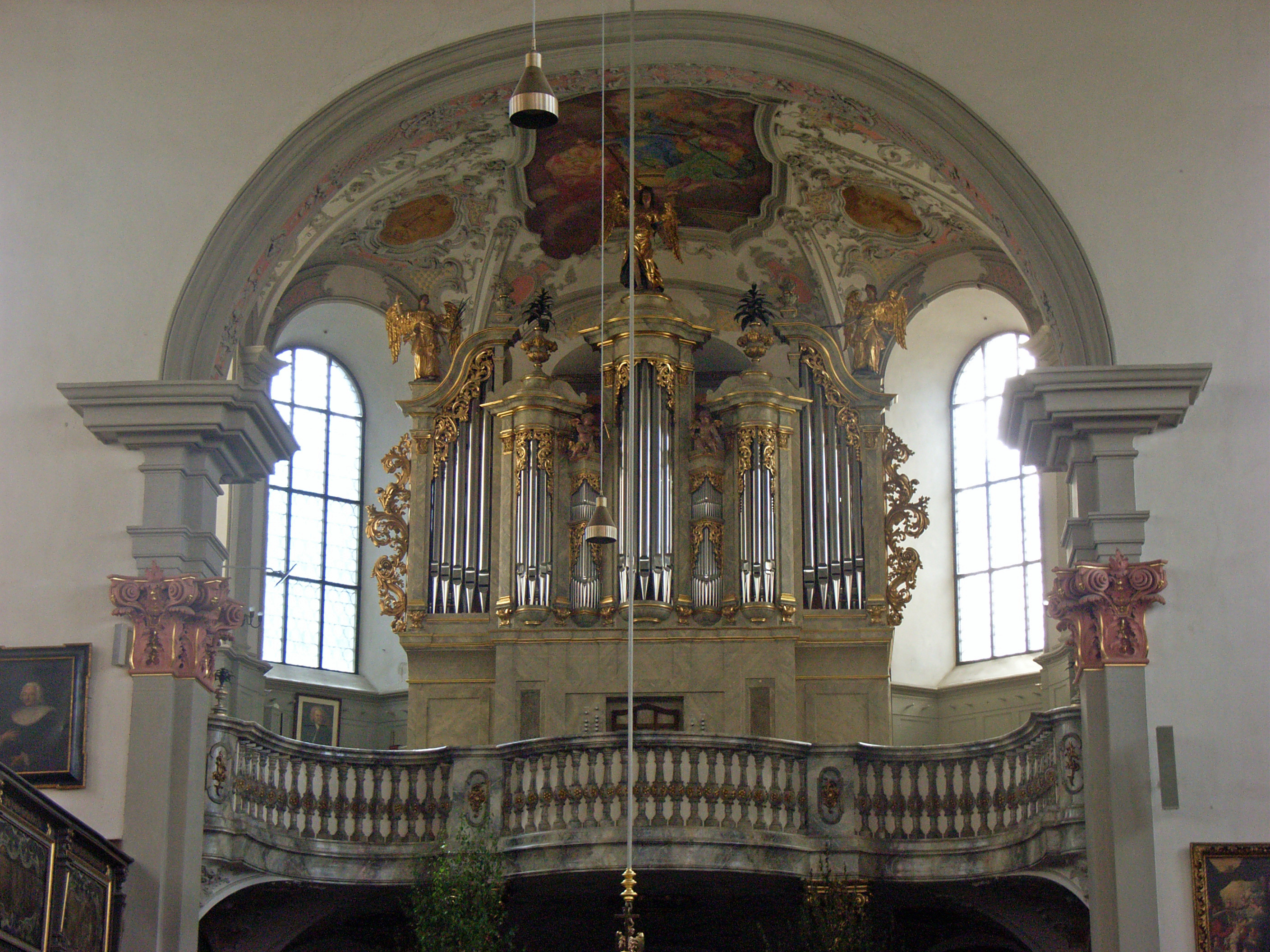
Orgel

Marx Günzer hatte 1610/11 eine Orgel für die vorherige evangelische Heilig-Kreuz-Kirche gefertigt, die von Johann Rottenhammer bemalt worden war. Sie wurde 1629, kurz vor dem Abriss der Kirche, ausgebaut und in die katholische Heilig-Kreuz-Kirche gebracht. Als 1653 der Neubau der evangelischen Kirche fertiggestellt war, wurde sie hier aufgestellt. Nachdem sie 1697 reparaturbedürftig geworden war, wurde sie von Orgelbauer David Jakob Weidner für mehr als 300 Gulden instand gesetzt und erweitert. Hieronymus Baur begann 1729 mit dem Bau einer neuen Orgel, die nach dessen Tod ein Jahr später von Georg Friedrich Schmahl vollendet wurde. Ihr barocker siebenteiliger Orgelprospekt blieb bis heute unverändert erhalten. Die nächste Orgel baute die Firma Steinmeyer aus Oettingen im Jahr 1908 ein.
Die heutige Orgel wurde von Orgelbauer Richard Rensch im Jahr 1992 gebaut. Die Orgel besitzt 35 Register, die auf 3 Manuale und Pedal verteilt sind. Ihre Disposition lautet:
| I Hauptwerk C–g3 |        |
| Bordun           | 16′    |
| Principal        | 8′     |
| Viola di Gamba   | 8′     |
| Großgedackt      | 8′     |
| Octav            | 4′     |
| Gembshorn        | 4′     |
| Quint            | 3′     |
| Superoctav       | 2′     |
| Sesquialter II   | 2 ⁄3′  |
| Terz             | 1 3⁄5′ |
| Mixtur V         | 1 ⁄3′  |
| Trompet          | 8′     |
| Tremulant        |        |

| II Positiv C–g3 |       |
| Flauto major    | 8′    |
| Quintaden       | 8′    |
| Salicional      | 8′    |
| Unda maris      | 8′    |
| Principal       | 4′    |
| Spitzflöt       | 4′    |
| Siffflöt        | 2′    |
| Quint           | 1 ⁄3′ |
| Scharff III     | 1′    |
| Schalmei        | 8′    |
| Tremulant       |       |

| III Echo C–g3 |       |
| Copel         | 8′    |
| Hohlflöt      | 4′    |
| Flageolet     | 2′    |
| Cornett III   | 2 ⁄3′ |
| Cromorne      | 8′    |
| Tremulant     |       |

| Pedal C–f1   |       |
| Violonbaß    | 16′   |
| Subbaß       | 16′   |
| Octavbaß     | 8′    |
| Violoncello  | 8′    |
| Octav        | 4′    |
| Mixturbaß IV | 2 ⁄3′ |
| Posaun       | 16′   |
| Trompetbaß   | 8′    |

- Koppeln: I/II, III/II, I/P, II/P, III/P
- Spielhilfen: Plenozüge für Hauptwerk, Positiv, Echo und Pedal

## Glocke

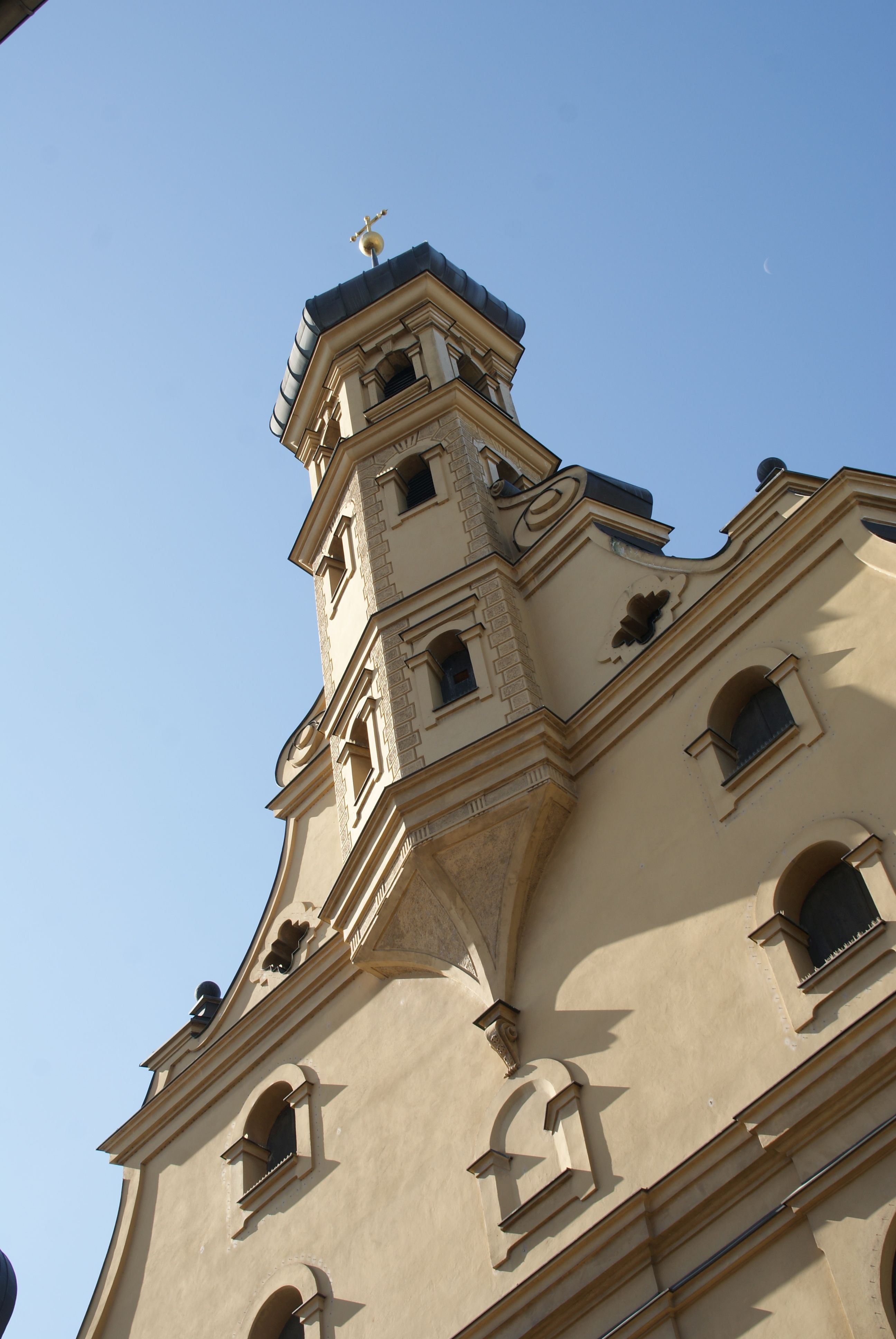
Giebelreiter mit Glocke

Der neu errichtete Kirchenbau erhielt 1653 eine Glocke, die von Freiherr Ferdinand von Rehlingen gestiftet, von Johannes Herold in Augsburg gegossen und im Giebelreiter aufgehängt wurde. Sie trug die Inschrift: Bin ich auch gleich nicht getauft, so hab ich doch einen Namen. Denn ich die Kreuz Glock heiß, leit Gottes Volk zusammen. Als die Glocke anlässlich des Todes von Kaiser Karl VII. im Januar 1745 geläutet wurde, zersprang sie und wurde von Abraham Brandtmair und Franziskus Kern in Augsburg umgegossen. Nachdem der alte Klöppel der Glocke abgenutzt war, wurde im Sommer 2021 ein neuer angeschafft, um eine Beschädigung der Glocke zu vermeiden.
Die Höhe der Glocke beträgt 91 cm und der Durchmesser 113,5 cm. Über einer Girlande stehen die Worte: GOS MICH ABRAHAM BRANDTMAIR VND FRANCISCUS KERN IN AUGSPURG A° 1745. Die Inschrift unter der Girlande lautet:
HONORI SALVATORIS CRVCI AFFIXI / CONVOCATIONI GREGIS FIDELIVM. AD. AEDEM / S. CRVCIS A.(ugustanae) C.(onfessionis) AVGVSTAE VINDELICORVM / CAMPANA HAEC EX AERE NOVITER CONFLATA / EST CAL(endis) IVL(ii) A.(nno) S.(alutis) R.(eparatae) MDCCXLV MINISTERIO / VERBI SACRO FVNGENTIBVS IACOBO BRVCKERO / PASTORE MATTHAEO FRIDERICO DEGMAIERO DIACONO / CVRATORIBVS TEMPLI IOANNE VLRICO KRAVSIO / MICHAELE SCHLOTTERO IMMANVELE HECKELIO / SVMPTIBVS COETVS ORTHODOXI.
(Dem gekreuzigten Heiland zu Ehren und zum Zusammenrufen der Gemeinde der Gläubigen zur Kirche zum Heiligen Kreuz A. C. in Augsburg ist diese Glocke von Bronze neu gegossen worden am 1. Juli im Jahr des vollbrachten Heils 1745, als das Predigeramt Pfarrer Jakob Brucker und Diakon Matthäus Friederich Degmair ausübten, und Kirchenpfleger Johann Ulrich Kraus, Michael Schlotter und Immanuel Heckel waren, auf Kosten der rechtgläubigen Gemeinde.)